# マッシモ・ヴィネッリ
マッシモ・ヴィネッリ（Massimo Vignelli， 1931年1月10日 - 2014年5月27日）はパッケージ・デザイン、家具、公共サインやショールームのインテリアデザインなどを幅広く手がけるデザイナーである。仕事は妻レッラ・ヴィネッリと設立した事務所ヴィネッリ・アソシエイツを通じて行っている。「何かひとつをデザインできるなら、全部できるはず」とは彼の弁であるが、それを地で行く活動を続けているといえる。
ヴィネッリのデザインはモダニストの伝統に忠実で、一貫して単純な幾何学形態によってシンプルさを表現している。

## 履歴
ヴィネッリはミラノにて1931年に生まれた。十代のころにデザインの虜になり、当時の大建築家たちと積極的に親交を結んだ。彼はしばしばその時代を振り返って「ミーハーな建築ファンだった」と語っている。建築を学ぶためにミラノ工科大学に進み、その後ヴェネツィア建築大学で学んだ。
1957年から1960年にかけて、ヴィネッリは奨学金を得てアメリカ合衆国に渡っている。1966年には新たに創設した会社であるユニマーク・インターナショナルの支店をニューヨークに事務所を開設した。同社はその後すぐに扱う案件や人員の数において世界で有数の規模を誇るデザイン事務所となる。世界でよく知られるコーポレートアイデンティティを数多く手がけ、この中にはアメリカン航空のものもある。アメリカン航空はワシの意匠を取り入れるように再三求めたが、ヴィネッリは突っぱね続けたという。またこの時期、ニューヨークの地下鉄のサインを制作している。
1971年、妻レッラとともにヴィネッリ・アソシエイツを創設。
最近の話題としては、ヴィネッリはゲーリー・ハストウィットによる同名のタイプフェイスを扱ったドキュメンタリー映画『ヘルヴェチカ』（Helvetica）の制作に参加した。

## 作品
ヴィネッリの仕事はインテリア、建築、パッケージ、グラフィック、家具、プロダクトなど多岐にわたる。クライアントにはIBM、アメリカン航空などの大企業が名を連ねている。
タイポグラフィについて卓越した知見をもっており、これがデザインのレベルを著しく押し上げているといわれる。1966年のステンディグ社のカレンダー（Stendig Calendar）はその形態と機能の完璧な融合によってデザイン界の至宝と謳われた。
近年になって作品の大部分をロチェスター工科大学に寄贈した。
2007年の"Stock Exchange of Visions"プロジェクトに参加している。

## 受賞
- 1964 - ミラノ・トリエンナーレ・グランプリ
- 1964 - 1998 イタリア産業デザイン協会（英語版）（ADI）「金のコンパス」賞
- 1973 - アメリカ建築家協会（AIA）インダストリアル・アーツ・メダル
- 1982 - ニューヨーク・アート・ディレクターズ・クラブ（英語版）の殿堂（英語版）入り
- 1982 - NYパーソンズ・スクール・オブ・デザインより名誉美術博士号
- 1983 - アメリカグラフィックアート協会（英語版）（AIGA）ゴールド・メダル
- 1985 - 国立公園パブリケーション・プログラムに対してロナルド・レーガンによる初の大統領デザイン賞授与
- 1987 - NYブルックリンのプラット・インスティテュートより名誉美術博士号
- 1988 - インテリア・デザイン殿堂入り（Interior Design Hall of Fame）
- 1988 - ロードアイランド・スクール・オブ・デザインより名誉美術博士号
- 1991 - ナショナル・アーツ・クラブ（英語版）よりデザイン・ゴールドメダル
- 1992 - インテリア・プロダクト・デザイナーズ・フェローシップ・オブ・エクセレンス
- 1993 - ニューヨーク州知事賞（Award for Excellence）
- 1994 - イタリア・ヴェネツィア大学より名誉建築博士号
- 1994 - ワシントンDC・コーコラン・スクール・オブ・アート（英語版）より名誉美術博士号
- 1995 - 生涯の功績に対してブルックリン美術館デザイン賞
- 1996 - ロンドンロイヤル・ソサエティ・オブ・アーツより産業デザインに対して名誉ロイヤル・デザイナー
- 2000 - アート・センター・カレッジ・オブ・デザインより名誉美術博士号
- 2002 - NYロチェスター工科大学より名誉美術博士号
- 2003 - NYクーパー・ヒューイット国立デザイン博物館より生涯功労賞（National Lifetime Achievement Award）
- 2004 - NYミュージアム・オブ・アーツ・アンド・デザインよりビジョナリー賞（Visionary Award）
- 2005 - NYアメリカ芸術科学アカデミーより建築賞